# 白隆尚
白 隆尚（はく たかよし、1989年6月25日 - ）は、日本のラグビーユニオン選手。

## プロフィール
- 大阪府大阪市出身。
- ポジションはフッカー(HO)。
- 身長 177cm、体重 104kg
- ニックネームはペク。
- ジュニア・ジャパンに選ばれたことがある[1]。

## 来歴
13歳からラグビーを始めた。
2008年、常翔啓光学園高校卒業後、帝京大学に入学する。
2011年、帝京大学ラグビー部のFWリーダーに就任した。
2012年、帝京大学卒業後、NTTコミュニケーションズシャイニングアークスに加入。なお帝京大学時代の同級生には伊藤拓巳、大出憲司、小山田岳、權正赫、辻井健太、滑川剛人、南橋直哉、森田佳寿、吉田康平らがいる。また同年12月15日に行われたジャパンラグビートップリーグ第11節のサントリーサンゴリアス戦に途中出場で公式戦初出場を果たす。
2019年、NTTコミュニケーションズシャイニングアークスを退団した。